# Lijst van straten in Putten
Dit is een lijst van straten in Putten in de Nederlandse provincie Gelderland met hun oorsprong/betekenis.

## A
- Aalscholverstraat - aalscholver, vogelsoort
- Abdinckhofstraat - klooster Abdinckhof in Kreis Paderborn.[1] Dit klooster had destijds bezittingen in deze regio.
- Acacialaan - acacia, boomsoort
- Achterridderweg - genoemd naar boerderij "De Achterridder".
- Achterstraat - zo genoemd omdat de straat (oorspronkelijk een steeg) langs de achterzijde van de bebouwing liep.
- Allermolensteeg - de Allerschemolen of Aldermolen was een molen aan de Molensteeg, halverwege Putten en Nijkerk.[2]
- Ambachtstraat - eind jaren 50 aangelegde weg waar kleinschalige ambachtelijke bedrijven zich konden vestigen. Hiernaar vernoemd.
- Anna van Burenstraat - Anna van Buren
- Anna van Gelrestraat - Anna van Gelre, bastaarddochter van Karel van Egmont, hertog van Gelre en Maria van Zuyderstein.[3]
- Anna van Loenenstraat -
- Arendstraat - arenden, vogelsoort
- Arkemheenseweg - genoemd naar polder de Arkemheen. De weg heette tot 1964 Hondskontersteeg, zo genoemd naar boerderij "De Hondskont". Mogelijk werd hiermee hondecoeter bedoeld (een gerechtsdienaar), maar dit is onzeker.
- Arlersteeg - Het goed Arler wordt al in het tijnsboek van het klooster te Elten genoemd in de 14e eeuw. Het herenhuis Arler is pas in het laatste kwart van de 15e eeuw gebouwd in opdracht van Henrick Reyners van Arler, schout van Putten. Van het huis is niets bewaard gebleven.[4]
- Arnhemse Karweg - oude verbindingsweg tussen hanzesteden Harderwijk en Arnhem.
- Arnt Venlostraat - broeder Arnt van Venlo, kelner te Putten, vermeldt in 1534 op een oorkonde, dat Morre Gisberts. van Achtevelt de helft van het leengoed ter Hoffstede, gelegen in het kerspel van Vorthusen in de buurschap Appel, dan wel de pandschap van het gehele goed vermaakt aan zijn vrouw Lucie.[5]

## B
- Bakkerstraat - in 1898 officieel gemaakte, door de bevolking al gebruikte straatnaam. Genoemd naar bakker Schuitemaker, die in de 19e eeuw op de hoek Bakkerstraat/Kerkstraat/Garderenseweg een bakkerszaak begon. Op dit punt bevindt zich nog steeds een bakkerszaak.
- Bato'sweg - genoemd naar boerderij Bato's Erf
- Beatrixlaan - Beatrix der Nederlanden
- Beekbergengoed - genoemd naar Aert van Beeckbergen, handelaar in levensmiddelen tijdens de 80-jarige oorlog.
- Beekweg - genoemd naar de Schoonderbeek, de sprengbeek waar de weg langs loopt.
- Beitelweg - genoemd naar boerderij De Beitel
- Bentinckstraat - naar Goossen Geurt Bentinck, een voor Putten belangrijke telg uit het geslacht Bentinck. Hij was onder meer dijkgraaf van de polder Arkemheen, ambtsjonker van Putten, burgemeester van Arnhem en gedeputeerde bij de Staten van Gelderland.
- Berencamperweg - De Berencamp is een buitenplaats nabij de Gelderse plaats Nijkerk.
- Berkenlaan - berk, loofboom
- Beukenlaan - beuk (boom) (Fagus sylvatica), een boom uit de beukenfamilie, maar ook de algemene naam voor een boom uit het geslacht Fagus, of van sommige andere geslachten in de napjesdragersfamilie, zoals haag- en hopbeuk (die eigenlijk berken zijn)
- Beulekampersteeg - naar boerderij De Beulekamp, gelegen in de buurtschap "Wullenhoven" (Nijkerk).
- Bijsterenseslagen - zie Bijsterenseweg. Genoemd naar het "slagenlandschap", de gegraven sloten en greppels t.b.v. de afwatering.
- Bijsterenseweg - Bijsteren is een buurtschap in de gemeente Putten. Het ligt rondom de provinciale weg tussen de dorpskern Putten en Nijkerk.
- Bilderdijkstraat - Willem Bilderdijk (1756-1831), een Nederlands geschiedkundige, taalkundige, dichter en advocaat
- Blarinckhorsterweg - landgoed de Blarickhorst wordt in 1389 in de boeken van de Kelnarij genoemd. Boerderij de Blarinckhorst is van recenter datum.[6]
- Blindesteeg - doodlopende weg in de Arkemheense polder. Dankt zijn naam waarschijnlijk aan het feit dat de weg werd afgesneden door de aanleg van de snelweg A28.
- Boekweithof - boekweit, graansoort
- Boekweitstraat - boekweit, graansoort
- Boeschoterweg - Boeschoten wordt in 1326 genoemd als een Wildforster goed van de graaf van Gelre, met een Ricold van Boschoten als Wildforster. Het gebied Boe (de) schoten zou zijn naam ontlenen aan een of meer schuren (boeden), staande op of bij enkele omheinde percelen (schoten). Boerderij Groot-Boeschoten in het bosgebied Boeschoten bevond zich op 3,5 kilometer ten zuidwesten van Garderen, in de richting van Voorthuizen.[7]
- Bollengoed - genoemd naar landgoed uit 1619 dat in de loop van de tijd werd bewoond door diverse schouten. In 1725 gekocht door Heribert Theodorus Hagen, Heer van Bijsteren.
- Boshuisweg - genoemd naar 't Boshuisje.
- Bosrand - ringweg aan de noordzijde van Putten, afscheiding tussen bebouwing en bos
- Brederostraat - Gerbrand Adriaensz. Bredero
- Brijstroetweg - oude straatnaam, etymologisch waarschijnlijk gevormd met "bre" (snijden, splijten, vlechten) en "str" ("ster" of "stere", wat land, grond of aarde betekent).
- Brinkstraat - genoemd naar de Putterbrink, zie Putterbrink
- Broekermolenweg - de Broekermolen werd in 1852 gebouwd ter vervanging van de Allermolen.[8]
- Bruno Fabriciusstraat - Bruno Fabricius was benediktijn van de abdij St. Petrus en Paulus of Abdinghof in Kreis Paderborn.[9]
- Buizerdstraat - buizerd, roofvogel
- Burg Roosmale Nepveulaan - Mr. Willem Roosmale Nepveu, burgemeester (1-10-1899 tot 1-7-1910), hierna wordt hij burgemeester van Apeldoorn.[10]
- Burgemeester Heijblomhof - Pieter Johannes Heijblom (Amsterdam, mei 1857 - Putten, 19 november 1830), in 1803 schout van Putten en van 1814-1817 burgemeester en notaris.[11]
- Burgemeester Vermeerlaan - Johannes Arnoldus Vermeer, burgemeester van 1910-1927
- Bussenweg - genoemd naar boerderijtje "De Bus", rond 1900 afgebroken

## C
- Calcariaweg - landhuis Calcaria van Dr. J.W. van Calcar.[12]
- Cannenburgh - Kasteel De Cannenburgh, 16e-eeuws kasteel in Vaassen in de Nederlandse provincie Gelderland.
- Cleenhorsterweg - landgoed.[13]

## D
- Da Costastraat - Isaäc da Costa
- Davelaarsgoed - genoemd naar boerderij die behoorde bij de Puttense Kelnarij
- De Schauwhof - in 1977 gebouwde aanleunwoningen bij bejaardencentrum "De Schauw". De naam werd geselecteerd na een oproep in de krant en komt uit psalm 91.
- De Vier Winden - vernoemd naar de in 1829 gebouwde molen "De Vier Winden" aan de Zuiderzeeschestraatweg. De molen is in 1926 afgebrand en nooit herbouwd.
- Deuverdenseweg - genoemd naar boerderijen Klein Deuverden en Groot Deuverden, onderdeel van het landgoed Oldenaller. Laatstgenoemde is een zgn. hallenhuisboerderij.[14]
- Diemontlaan - naar Zacharias Frederik Christiaan Diemont, 1830-1904, wethouder in Putten onder burgemeester Hiebendaal, en woonachtig in Huize Bijstein.
- Diermenseweg - buurtschap Diermen. Heette voor 1955 "Allersteeg", vernoemd naar het versterkte huis "Den Aller" (gebouwd in 1372).
- Domeinenweg - genoemd naar de domeingoederen van de Hertog van Gelre.
- Dominee de Jagerstraat - genoemd naar Gillis de Jager, dominee in Putten vlak na de Puttense razzia.
- Dominee Hollandstraat - genoemd naar Coenraad Bernardus Holland, dominee in Putten. Hij sprak vlak voor de Puttense razzia in de kerk de mannen toe die weggevoerd zouden worden.
- Dominee Ruysstraat - genoemd naar Jacob Adolph Ruys, predikant in Putten van 1858 tot 1877.
- Donkeresteeg - vermoedelijk vernoemd naar persoon met de naam "Donker", mogelijk Willem Donker (14e eeuw). Er is ook een boerderij genaamd "Donkersgoed".
- Doornenburg - Kasteel Doornenburg, Nederlands kasteel uit de 13e eeuw.
- Dorpsstraat - belangrijkste winkelstraat in Putten, heet sinds 1920 zo. Voordien ook Heerenstraat, Heerenweg, Hoofdstraat en Grootestraat genoemd.
- Drieseweg - genoemd naar de buurtschap Drie
- Driestweg - weg loopt door een stuk land dat de "Poolse Driesten" genoemd wordt. Een "driest" is een stuk grond dat niet bewerkt wordt (zie drieslagstelsel).
- Driewegenweg - genoemd naar kruispunt van drie wegen (de Driewegenweg, de Drieseweg en de Postweg).
- Drosteweg - weg die loopt door een deel van Putten dat aan de landheer van Gelre behoorde

## E
- E. van Grevengoedhof - genoemd naar Puttense verzetsman, Evert van Grevengoed
- Eemtenpolweg - genoemd naar boerderij De Eemtenpol".[15]
- Eikenlaan - Eik
- Emmalaan - Emma van Waldeck-Pyrmont
- Engersteeg - vanaf 1955 zo genoemd omdat de weg erg smal is. Heette vroeger ook Koesteeg, Broeksteeg en Engesteeg (zonder de r).
- Enghuusweg - genoemd naar huis "'t Enghuus", afgebroken in 1981
- Engweg - genoemd naar de Putter eng, maakt deel uit van de binnenste ringweg om de dorpskern
- Esdoornlaan - Esdoorn (geslacht) (Acer), een geslacht van loofbomen en heesters
- Essenburgh - genoemd naar Kasteel De Essenburgh in Hierden

## F
- Folckerusstraat - Folckerus was een welgestelde Friese edelman met bezittingen in de huidige provincies Groningen, Friesland, Utrecht, Gelderland (in de Betuwe en op de Veluwe) en in het Kennemerland. Door de invallen van de Noormannen besluit hij steun te zoeken bij de toenmalige kerk. In 855 schenkt hij een deel van zijn goederen, onder meer op de Veluwe, aan een klooster in Werden (Duitsland). Het gaat om land, bossen en wateren. In de perkamenten schenkingsakte komen voor het eerst in de geschiedenis de plaatsnaam 'Irminlo' voor.[16]
- Fontanusplein - genoemd naar Johannes Fontanus, 1545-1615, een bekend Gelders reformator.

## G
- Garderenseweg - richting Garderen
- Gebbekuillaan - de Gebbekuil werd in de volksmond ook wel het kleigat genoemd De kuil is genoemd naar een zekere Geppe.[17]
- Gerststraat - gerst, graansoort
- Gervenhof - landgoed Gerven.[18]
- Gervenseweg - landgoed Gerven.[19]
- Gildegoed - genoemd naar boerderij Gildegoed, die oorspronkelijk eigendom was van het "Gildefonds". Dit was een fonds ten bate van de armen, oorspronkelijk opgericht in de 13e of 14e eeuw, en na de reformatie "gildefonds" genoemd omdat het bestuurd werd door de Gildemeesters. Na 1968 ging dit fonds op in de diaconie van de Hervormde kerk.
- Goorsteeg - een "gor" of "goor" is een laaggelegen gebied. Diverse boerderijen in de omgeving hebben het woord "goor" in de naam.
- Graaf Wichmanstraat - genoemd naar Graaf Wichman van Hameland (10e eeuw). Wichman was de grootvader van Meinwerk, de stichter van het klooster Abdinkckhof in Paderborn. Zie ook Meinwerkstraat en Paderbornstraat en het kopje "Geschiedenis" in het hoofdartikel over Putten.
- Grieteweg - etym. grit, griet, grint. Waarschijnlijk zo genoemd omdat het oorspronkelijk een grintweg was.
- Groeneveltstraat - genoemd naar Pieter Hendrink Groenevelt, arts in Putten van 1915 tot 1939.
- Groevenbeeklaan - landgoederen Oud Groevenbeek en Nieuw Groevenbeek
- Groot Hellerweg - boerderij Groot Hell, op de plek van een vroeger jachtslot van de graven van Gelre.[20]
- Gruttostraat - grutto, weidevogel

## H
- H van Boeijenstraat - Hendrik van Boeijen, (Putten, 23 mei 1889 – Soesterberg, 30 maart 1947) was een CHU-bewindsman en een protestant van de Veluwe. Van Boeijen werd na een loopbaan bij de PTT en de provincie Zuid-Holland in 1937 verrassend minister van Binnenlandse Zaken in het kabinet-Colijn IV. Hij bleef daarna acht jaar minister en maakte ook deel uit van de Londense kabinetten, onder andere als minister van Oorlog. Hij had evenwel weinig kennis van de militaire organisatie.
- Haarweg - genoemd naar boerderij "Haerne", "Harne" of "Hoorne" in de buurtschap Koudhoorn, zie ook Hoorneweg.
- Haentjensstraat - genoemd naar Hendrik Anthonie Haentjens, gemeente-geneesheer en stichter en directeur-geneesheer van het t.b.c.-sanatorium te Putten.[21]
- Hakschaer - genoemd naar een gemeenschappelijk bos, waar gekapt (gehakt) mocht worden. Een "schaer" (schare, schaar) is een oud-nederlandse oppervlakte-aanduiding.
- Halvinkhuizerweg - Halvinkhuizen (Puttens: Haalvinkhuzen), buurtschap in de gemeente Putten
- Handelsweg - ontsluitingsweg voor industrieterrein "de Keizerswoert", aangelegd in de jaren 70 van de 20e eeuw. De weg kreeg zijn naam in 1983.
- Hardenbergerweg - weg in de Arkemheense polder, genoemd naar hofstede "Hardenberg".
- Harderwijkerstraat - weg vanuit het centrum van Putten richting Harderwijk. Maakte oorspronkelijk deel uit van de Zuiderzeeschestraatweg.
- Haverstraat - haver, graansoort
- Havikstraat - Havik (vogel), een roofvogel
- Heinestraat - genoemd naar Christiaan Frederik Heine, dorpschirurgijn rond 1800.
- Heischoterweg - genoemd naar boerderij "Heischoten", die op haar beurt lag in een heideachtig gebied in het zuiden van Halvinkhuizen
- Hellerweg - zie Groot Hellerweg
- Henslare - nieuwe ringweg aan de westkant van Putten nabij het station. Genoemd naar de oude naam voor het gebied rondom de buurtschappen Hoef en Steenenkamer, "De Hengseler".
- Hessenweg - een van de hessenwegen op de Veluwe, die samenkomen in de buurt van Barneveld.
- Heuvellaan - heuvelachtige weg in het Putterbos.
- Hevelschutterweg - naam waarschijnlijk afkomstig van het "schutten" (tussen schotten zetten) van vee, waarna het vee overgeheveld kon worden naar een ander stuk grond.
- Hiebendaallaan - genoemd naar Christiaan Annas Seger Hiebendaal, burgemeester van Putten (1856-1885) en daarvoor in Heerewaarden.[22]
- Hoeverveldweg - Hoeverveld was een maalschap: een organisatie van gebruikers (geërfden) van woeste gemeenschappelijke gronden als bossen en heidevelden.[23]
- Hoflaan - toegangsweg van begraafplaats "Schootmanshof", die op haar beurt genoemd is naar boerderij "Schootmansgoed".
- Hoge Einderweg - genoemd naar boerderij "'t Hoge Eind", een abtsgoed van het klooster in Paderborn.
- Hoge Eng-Oost / Hoge Eng-West - gebied aan de rand van de enk, zie ook Engweg, Hoge Engweg en Lage Engweg
- Hoge Engweg - weg aan de rand van de enk. Vroegere verbindingsweg tussen de buurtschap Halvinkhuizen en het Sprielderbos (zie ook Sprielderweg). Later deel van de tweede ring om de kern van het dorp. De Engweg maakt deel uit van de eerste ring.
- Hogesteeg - vrij hooggelegen weg. Er bestaat ook een boerderij met dezelfde naam, maar het is niet bekend of de steeg naar de boerderij is vernoemd of andersom.
- Hoofdlaan - Al in de 19e gebruikte straatnaam in het uiterste noorden van de bebouwde kom die, na in 1960 hernoemd te zijn naar Schoonderbeeklaan, in onbruik geraakte. Bij herindeling van het bosachtige gebied ten oosten van de Oude Rijksweg werd rond 1990 de oude straatnaam in ere hersteld.
- Hooiweg - weg waarlangs het hooi werd vervoerd
- Hoorneweg - genoemd naar boerderij "Haerne" (ook: Hoorne, Harne) in de buurtschap Koudhoorn. Zie ook Haarweg
- Hoornsdam - dam aan het einde van de Voordijk, de (vanuit de Zuiderzee gezien) tweede dijk vanaf de Zeedijk. Zie Hoorneweg.
- Houtweg - weg waarlangs hout werd vervoerd
- Huddingweg - genoemd naar boerderij "De Hudding"
- Huinerbroekweg - Huinerbroek is een buurtschap in de gemeente Putten. Een "broek" is een laaggelegen moerasgebied.
- Huinerenkweg - weg in de buurt van Huinen, buurtschap bij Putten. De Huiner Eng was net als de Putter Eng een esgebied.
- Huinerkerkpad - kerkepad vanuit de buurtschap Gerven naar de oude kerk in het centrum van Putten
- Huinerschoolweg - genoemd naar de aan het eind van de 18e eeuw gestichte Huinerschool. De school werd opgericht door de maalschap van Huinen.
- Huinerwal - weg en tevens grens tussen het Huinerbroek en Halvinkhuizerbroek
- Huinerweg - genoemd naar de buurtschap Huinen in de gemeente Putten, gelegen aan de westzijde van de provinciale weg tussen Putten en Voorthuizen.
- Hunnenpad - herkomst naam onduidelijk, mogelijk afkomstig van de (onterechte) veronderstelling dat de Hunnen zich in het Putterbos hebben opgehouden. De naam is meer dan een eeuw oud.
- Husselerweg - boerderij Groot Hussel is een rijksmonument op de hoek van de Stationsweg en de Husselsteeg.[24]
- Husselsesteeg - zie Husselerweg
- Huybertsenweg - genoemd naar Huybert Huybersten, schout van Putten van 1679 tot 1736.
- Huygensstraat - genoemd naar Christiaan Huygens, Nederlands letterkundige.

## I
- Industrieweg - in 1950 aangelegde weg op het industrieterrein "Keizerswoert". De weg werd aangelegd op verzoek van de N.V. Hogedruk, een bedrijf uit Haarlem, dat aan de Stationsstraat een fabriek voor pijpleidingen wilde vestigen en een ontsluitingsweg nodig achtte.
- Irenelaan - genoemd naar Irene der Nederlanden.

## J
- Jac. Catsstraat - naar Jacob Cats (dichter) (1577-1660), Nederlands dichter en jurist
- Jacq. Perkpad - voetpad, genoemd naar Jacques Perk, dichter
- Jacq. Perkstraat - zie Jacq. Perkpad
- Jan Nijenhuisstraat - genoemd naar Jan Nijenhuis (1910-1976), verzetsman en onderwijzer te Putten. Hij was zeer betrokken bij de nasleep van de Puttense razzia en de begeleiding van de nabestaanden tijdens hun bezoeken aan de diverse concentratiekampen.
- Julianalaan - genoemd naar Juliana der Nederlanden

## K
- Kastanjelaan - kastanje, loofboom
- Keizerswoert -
- Kelderskamp -
- Kelnarijstraat -
- Kemphaanstraat - kemphaan
- Kerkplein - Oude Kerk[25]
- Kerkstraat - begint bij de Oude Kerk en loopt langs de Nieuwe Kerk[26]
- Kerkwegje - Nieuwe Kerk
- Kiefveldersteeg -
- Kievitlaan - kievit, weidevogel
- Kinsiusstraat - Petrus Kinsius predikant tijdens de Reformatie.[27]
- Klaarwaterboslaan -
- Klaas Bosstraat -
- Klaproosstraat - klaproos
- Klaverstraat - Klaver (plant), een plant uit het geslacht Trifolium
- Kloosterweg -
- Klunenweg -
- Knapzaksteeg -
- Knardersteeg -
- Koekamperweg -
- Koesteeg -
- Kolthoornseweg - naar buurtschap Koudhoorn[28] (niet te verwarren met buurtschap Kolthoorn in Heerde[29] en Verzorgingsplaats Kolthoorn)
- Korenbloemstraat - korenbloem
- Korenlaan -
- Korte Kerkstraat - verbindt de Kerkstraat met de Voorthuizerstraat
- Kozakkenweg -
- Kraakweg - genoemd naar boerderij "De Kraak", die zijn naam weer dankte aan de persoonsnaam "Crache" of "Craecke".
- Krachtighuizerkern - Krachtighuizen (Puttens: Kraachtighuzen) is een buurtschap op een kilometer ten zuiden van Putten
- Krachtighuizerweg - Krachtighuizen (Puttens: Kraachtighuzen) is een buurtschap op een kilometer ten zuiden van Putten
- Kromme Koesteeg -
- Kruishaarseweg - Kruishaar is een gehucht in de gemeente Nijkerk, in de Nederlandse provincie Gelderland. Kruishaar ligt 11 kilometer van Amersfoort.[30]
- Kuiterweg -

## L
- Laak -
- Lage Engweg -
- Larikshof -
- Lariksstraat - lariks
- Leembruggerweg -
- Leemkuul -
- Leeuwerikstraat - leeuwerik, zangvogel
- Leijsbornstraat -
- Luitgardestraat - Luitgarde van Alemanië huwde in 794 met Karel de Grote, maar schonk hem geen kinderen.
- Lupinehof - lupine, plantensoort
- Luzernestraat - luzerne, plantensoort

## M
- Margrietlaan - genoemd naar Margriet der Nederlanden
- Marijkelaan - genoemd naar Prinses Marijke, tegenwoordig Christina der Nederlanden
- Matseweg -
- Mauritsstraat -
- Meerkoetstraat - meerkoet, vogelsoort
- Meester J H Schoberlaan - genoemd naar Mr. J. H. Schober, stichter van Landgoed Schovenhorst
- Meester Mollstraat -
- Meidoornlaan - meidoorn, plantensoort
- Meinwerkstraat -
- Mennestraat -
- Meskampersteeg -
- Middelbeekweg -
- Midden Engweg - verbindt westelijk gedeelte van industrieterrein de Hoge Eng met het oostelijke gedeelte voor motorverkeer
- Milligerweg - Nieuw-Milligen is een bosrijk gehucht in de gemeente Apeldoorn[bron?]
- Molenstraat - naar korenmolen Het Hert[31]
- Molenweg - aftakking van de Molenstraat
- Molitorstraat - Liborius Molitor, kelner van de Kelnarij te Putten.[32]

## N
- Nic Beetsstraat - Nicolaas Beets
- Nieuwe Laaklaan -
- Nieuwe Prinsenweg -
- Nieuwe Voorthuizerweg - Voorthuizen
- Nijkerkerstraat - naar Nijkerk

## O
- Oldenallerallee - Oldenaller, een landhuis en landgoed van Natuurmonumenten
- Oranjelaan -
- Oud Groevenbeeklaan - landgoed en villa Oud Groevenbeek bij Ermelo
- Oude Garderenseweg -
- Oude Nijkerkerweg - naar Nijkerk
- Oude Prinsenweg -
- Oude Rijksweg -

## P
- P C Hooftstraat - Pieter Corneliszoon Hooft, Nederlands schrijver en rederijker
- Paderbornstraat - Paderborn (stad)
- Pancratiushof - Pancratius was een christelijke heilige.
- Papiermakerstraat -
- Parklaan -
- Pasdijk -
- Paulistraat -
- Peppelerweg -
- Picardstraat - Anton Picard was de laatste kellenaar van de Kelnarij.[33]
- Pinnenburgerweg -
- Poolserondweg -
- Poolseweg -
- Poststraat -
- Postweg -
- Potgieterstraat -
- Prins Bernhardlaan - genoemd naar Prins Bernhard
- Prins Hendrikweg - genoemd naar Prins Hendrik, de man van Koningin Wilhelmina.
- Putterbrink -

## R
- Reigerstraat - reiger
- Reinaldstraat -
- Reindertpad -
- Reviusstraat - Jacobus Revius, Nederlands predikant, dichter, vertaler en (kerk)historicus.
- Ridderwal -
- Rie Staalstraat - medische zendelinge uit Putten in Kenia
- Rietgansstraat - rietgans
- Rimpelerweg -
- Roggestraat - rogge, graansoort
- Roosendaalseweg - Roosendaal[bron?]
- Ruitenbeek -
- Ruwendaalseweg -

## S
- Schimmelpennincklaan - Schimmelpenninck
- Schoenlappersweg - beroep schoenlapper
- Schoolstraat -
- Schoonderbeeklaan -
- Schoonhoverweg - verbinding tussen Veenhuizerveldweg en de Voorthuizerstraat (N303);
- Schovenhorsterveldweg - zijweg van de Krachtighuizerweg; Genoemd naar Landgoed Schovenhorst aan de Garderenseweg,
- Schrassertstraat -
- Schremmersteeg -
- Slangenburg -
- Snijderssteeg -
- Sophialaan -
- Sparrenhof - spar
- Spechtstraat - spechten
- Sperwerstraat - sperwer, vogel
- Spoorstraat -
- Sprielderhout - Groot Spriel is een landgoed met kasteel in neorenaissancestijl aan de Garderenseweg 146 in Putten
- Sprielderweg - Groot Spriel is een landgoed met kasteel in neorenaissancestijl aan de Garderenseweg 146 in Putten
- Steven Kraaijstraat - Steven Kraaij (Putten, 7 mei 1919 - Hedel, 23 april 1945) was lid van het verzet in de Tweede Wereldoorlog.[34]
- Staringstraat - Anthony Christiaan Winand Staring
- Stationsstraat - de straat van het centrum naar het station van Putten
- Stenenkamerseweg - weg van Putten naar buurtschap Steenenkamer
- Strandboulevard -

## T
- Tarwestraat - tarwe, graansoort
- Telgterweg - Telgt buurtschap tussen Putten en Ermelo
- Terpweg -
- Tintelersteeg -
- Tollenspad - zie Tollensstraat
- Tollensstraat - Hendrik Tollens, Nederlandse dichter.[bron?]
- Tolweg -
- Torenhof -
- Torenlaan -
- Traa -

## V
- Valkstraat - valken
- Van Damhof -
- Van Damstraat -
- Van Dedemstraat - burgemeester van Putten van 1818 tot 1850
- Van Eeghenlaan - burgemeester van Putten van 1886 tot 1899
- Van Egmondstraat -
- Van Essenstraat -
- Van Geenstraat - burgemeester van Putten van 1927 tot 1941 en van 1946 tot 1948
- Van Goltsteinstraat -
- Van Haersma de Withstraat -
- Van Lennepstraat - Jacob van Lennep
- Van Meerveldstraat -
- Van Mehenstraat -
- Van Oldenbarneveltstraat - Johan van Oldenbarnevelt
- Van Pallandtstraat - Van Pallandt (geslacht)
- Van Weesstraat -
- Vanenburgerallee - Kasteel De Vanenburg, een 19e-eeuwse buitenplaats in Putten
- Veenhuizerveldweg - naar het gehucht Veenhuizerveld
- Veenhuizerweg - naar het gehucht Veenhuizerveld
- Veenwaterweg -
- Veldhoefweg -
- Veldhuizerweg -
- Veldstraat - ringweg om wijk 't Veld
- Veldwijkweg -
- Verbruggenstraat -
- Verlengde Dorpsstraat - extensie van de Dorpsstraat die het verbindt met de Voorthuizerstraat
- Vervoornstraat - burgemeester van Putten van 1944 tot 1945
- Verzetslaan -
- Vijverhof - een hof met een vijver in het midden
- Vikarienweg -
- Vleessteeg -
- Volenbekerweg - landgoed Volenbeek.[35]
- Vondelstraat - Joost van den Vondel
- Voordijk -
- Voorthuizerstraat - richting Voorthuizen
- Vurenboomweg -

## W
- Waardenburg -
- Wallenbergstraat -
- Waterweg -
- Weverstraat -
- Wijenburgh - kasteel Wijenburg in Echteld.[36]
- Wijkhove -
- Wijkhovepad -
- Wildforsterweg -
- Wilhelminalaan - Wilhelmina der Nederlanden
- Willem de Zwijgerlaan - Willem de Zwijger
- Willem-Alexanderhof - Willem-Alexander der Nederlanden
- Windhalmstraat -
- Withagersteeg -

## Z
- Zeedijk -
- Zuiderveldweg -
- Zuiderzeestraatweg - Zuiderzee
- Zwaluwenburg - Zwaluwenburg, een kasteel en landgoed noordelijk gelegen van 't Harde, op de Veluwe in de gemeente Elburg.[37]